# Гърбичи (община Соколац)
Гърбичи (на сръбски: Грбићи) е село в Босна и Херцеговина, разположено в община Соколац, в ентитета на Република Сръбска. Намира се на 1142 метра надморска височина. Населението му според преброяването през 2013 г. е 31 души, от тях: 31 (100 %) сърби.

## Население
Численост на населението според преброяванията през годините:
- 1961 – 161 души
- 1971 – 141 души
- 1981 – 126 души
- 1991 – 61 души
- 2013 – 31 души